# 約翰·富蘭克林
約翰·富蘭克林爵士，FRGS（英語：Sir John Franklin，1786年4月15日—1847年6月11日），英國船長及北極探險家，在搜尋西北航道之旅中失蹤，他和其他隊員的下落在其後十多年間成謎。

## 早年
富蘭克林於1818年首次進入北極地區，被它深深吸引。1819年至1822年間，富蘭克林帶領包括他在內共20人的隊伍在加拿大西北地區沿科珀曼河進行陸上探險，結果有11人中途喪生，當中大多數死於飢餓，其餘生還者曾被迫進食地衣維生，甚至試圖吃掉皮靴充飢。
返回英國後，富蘭克林在1823年結婚，但其妻在1825年死於肺結核。
1828年，富蘭克林獲封爵士，同年再婚，1836年獲任命為塔斯曼尼亞總督，1843年離任。

## 最後之旅

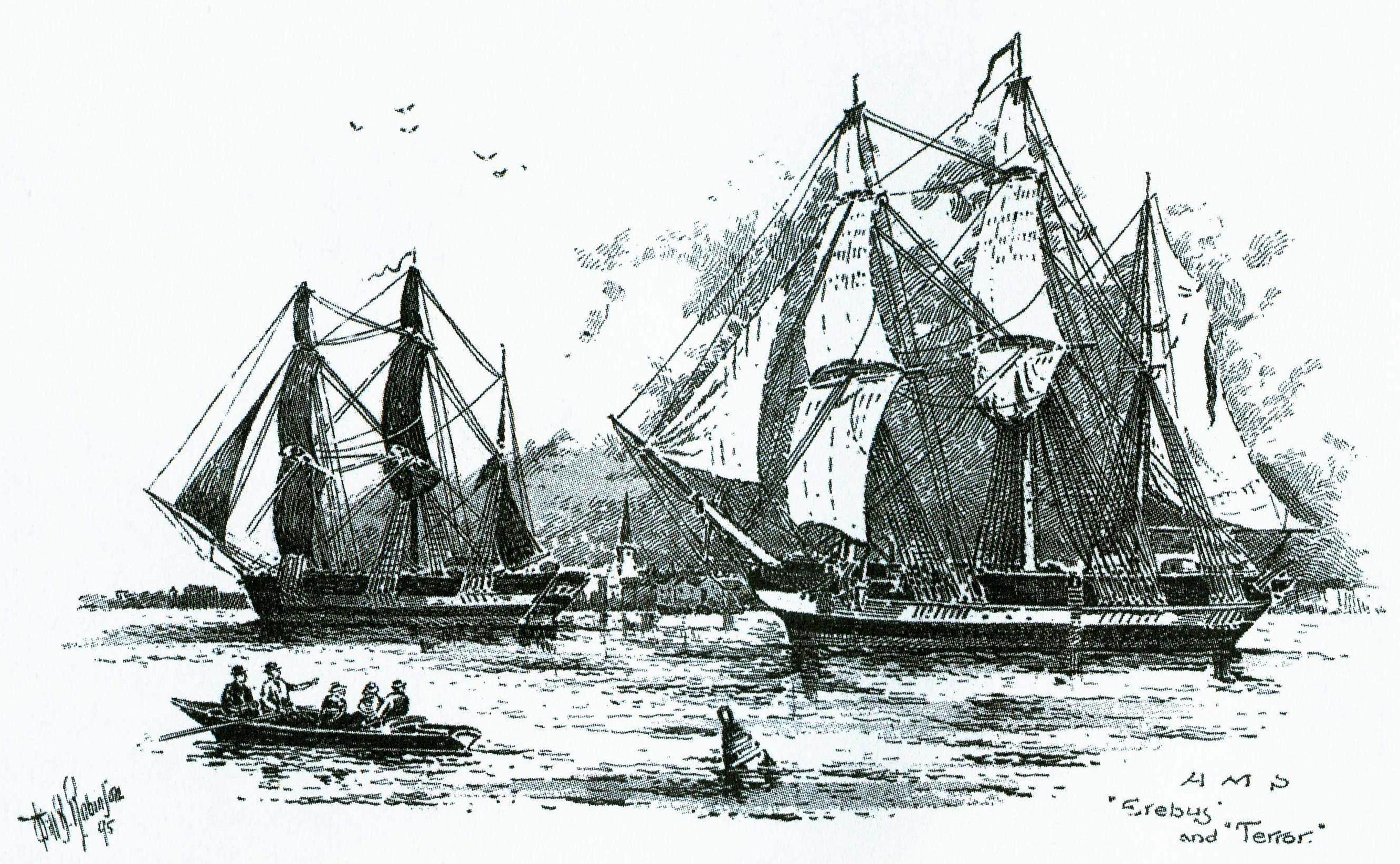
「幽冥號」及「驚恐號」，1845年

富蘭克林仍熱衷於找尋西北航道，在得到英國海軍部提供經費後，在1845年5月19日，他與133名官兵乘兩艘船「幽冥號」（HMS Erebus）及「驚恐號」（HMS Terror）（船長：弗朗西斯·克羅茲上校）從英國出發，經過蘇格蘭，然後駛向格陵兰。在格陵蘭西岸的迪斯科灣，補給船把物資運送上「幽冥號」和「驚恐號」，該兩艘船上的人寄回家鄉的最後信件連同5名生病的船員由補給船載回英國，留在兩船上的人員減少至129人。1845年7月28日有一艘捕鯨船在巴芬灣北部遇到「幽冥號」和「驚恐號」，此後兩船便下落不明。
兩年後，在探險隊音訊全無下，富蘭克林夫人要求海軍部派搜索隊找尋其夫下落。由於探險隊帶了足夠3年的補給品出發，所以海軍部在次年才派出搜索隊及提供2萬鎊賞金予成功找到富蘭克林探險隊的人。由於賞金吸引及富蘭克林的失蹤受大眾關注，最高峰時曾有10艘英國船及2艘美國船向北極出發。諷刺的是，這些搜索隊在搜索過程中損失的人員及船隻數目比起富蘭克林探險隊全體還要多。
1850年夏天，搜尋者首次發現富蘭克林探險隊的遺物—三位在1846年自然死亡的人的墓碑，但富蘭克林探險隊沒有在那裡留下更多線索。三位死者的屍體在畢奇島（Beechey Island）結冰的土地上保存良好，驗屍顯示他們死於肺結核。
1854年，探險家John Rae從因紐特人口中得知有約35至40個白人在接近巴克河口處餓死，那位因紐特人向他展示了一些富蘭克林探險隊的物品。

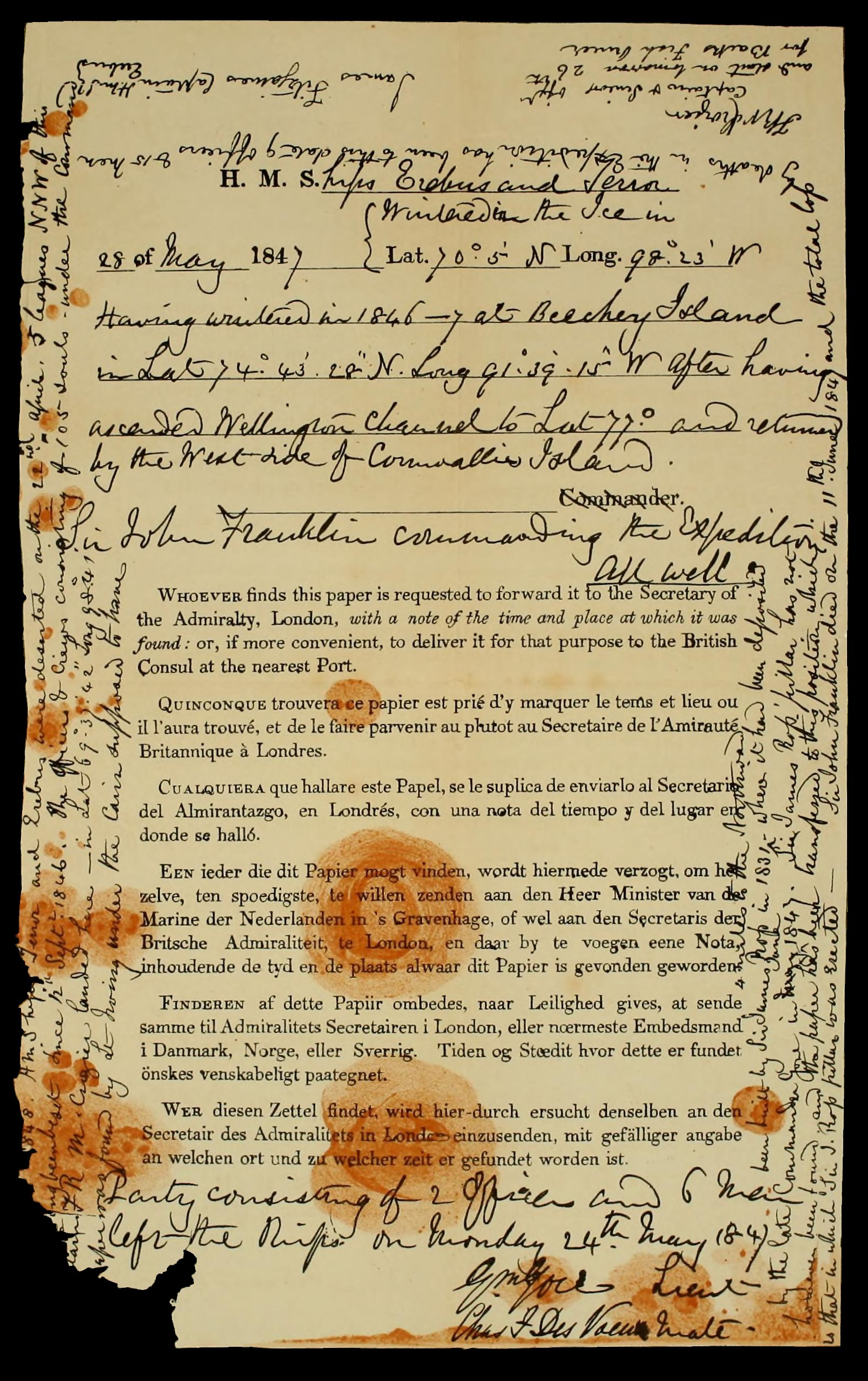
1859年McClintock所發現的文件，內容記載著探險隊的最後記錄。

富蘭克林夫人派出由Francis Leopold McClintock帶領的另一隊人調查Rae的報告。1859年夏天，McClintock在威廉王島的一處石堆中找到幽冥號船長Fitzjames與驚恐號船長克羅茲聯合署名的文件。該文件上最後的記錄註明日期為1848年4月25日，報告船隻自1846年9月12日後便一直被困冰中，1848年4月22日棄船，105人登岸，富蘭克林在1847年6月11日去世，截至記錄當日有24人 (9位軍官、15位水手) 已去世，其餘的人將於4月26日（向南）朝著巴克河進發。McClintock發現了數具遺體及大量遺棄物品，又從土人那裡知道了更多關於富蘭克林探險隊悲慘結局的故事。

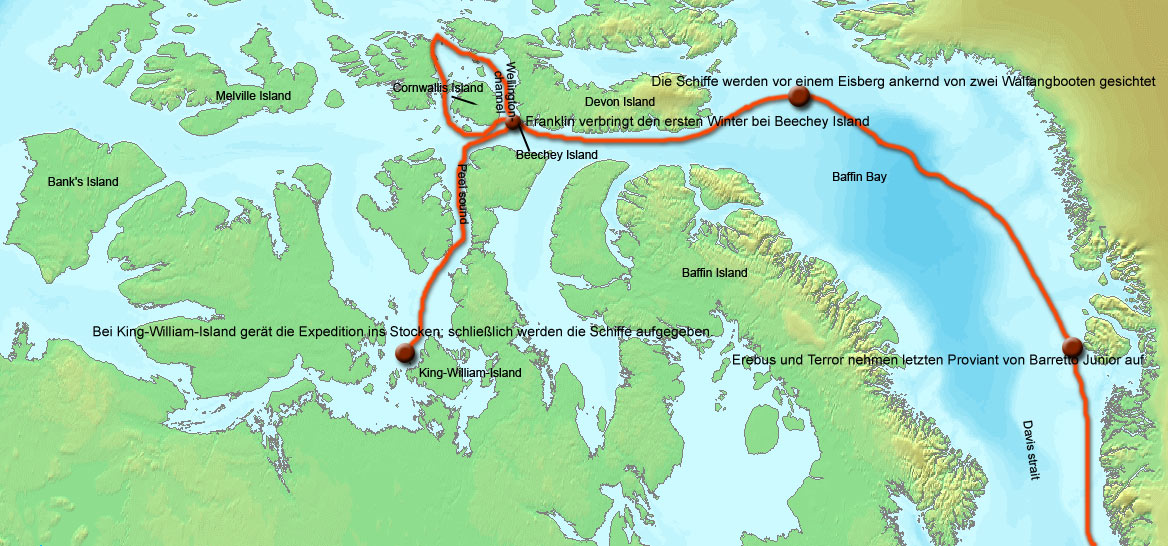
富蘭克林隊伍的可能路線

綜合各方調查所得，富蘭克林在1845年尚算進展順利，離開格陵蘭迪斯科灣後，逆時針繞行康沃利斯島，最北到北緯77度，此地靠近地磁北極羅盤無法發揮作用，1845-46年在畢奇島過冬，三名船員因肺結核死亡並葬於當地，1846年離開畢奇島經皮爾海峽往威廉王島，但船隻自1846年9月後便在威廉王島西北的海域被冰所困，從此無法再離開。富蘭克林在1847年6月去世，由驚恐號船長克羅茲代理指揮官，由於海冰沒有融化跡象、物資存糧逐漸耗盡、且在冰上過冬兩次擔心舊冰上昇推擠折斷船隻龍骨，尚存的隊員在1848年4月趁短暫夏季棄船逃生，然而此地距離最近的前哨站大奴湖畔的堅毅堡(Fort Resolution)尚有1200公里，所有船員在途中因飢寒交迫及旅程艱辛而全部死去。
此次探險悲劇收場的原因有很多，除了天氣不佳外，富蘭克林隊伍在出發時攜帶的食品有相當數量在後來變質，導致糧食不足，同時他們攜帶的果汁在長時間存放後亦變質，導致缺乏維他命C而引致壞血病。OWEN BEATTIE在1981年和1984年发掘船員的坟墓进行了调查，發現隊員出現鉛中毒。不少人認為鉛的最主要來源是那些以鉛焊封的罐頭，但是近期研究認為更有可能是來自船上喉管。鉛中毒影響隊員的健康及判斷力，尽管杀死该船員的元凶是肺結核，但可能也是導致隊員不能成功逃生的原因之一。

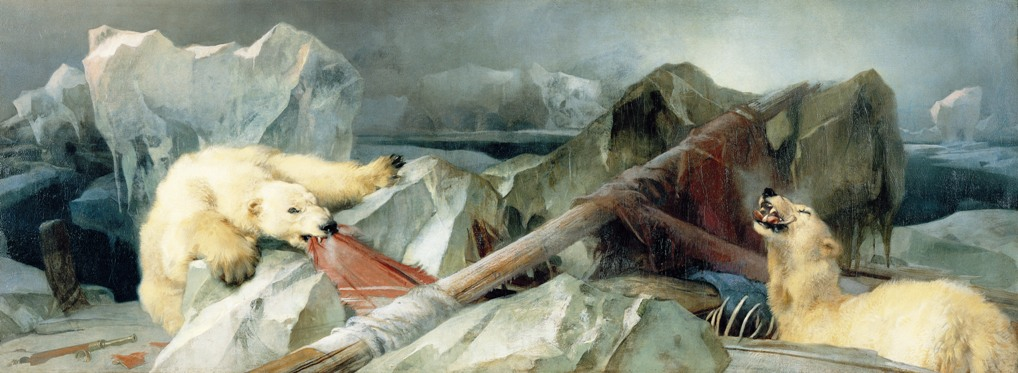
《謀事在人，成事在天。》，Edwin H. Landseer繪，1864年

2016年9月，「驚恐號」沉船在威廉王島附近海底被發現。

## 紀念
迄今在塔斯曼尼亞首府霍巴特還有他的雕像，雕像下方铭文：
THE STATUE OF THE GREAT NAVIGATOR
REAR ADMIRAL SIR JOHN FRANKLIN
K.C.H:K.R:D.C.L:F.R.S:
WHO LOST HIS LIFE IN ACCOMPLISHING
THE DISCOVERY OF
THE NORTH WEST PASSAGE
IS ERECTED BY THE COLONISTS OF TASMANIA
IN AFFECTIONATE REMEMBRANCE OF
THEIR FORMER GOVERNER;
翻譯：
此大航海家雕像，
海军少将约翰·富兰克林爵士，
爵级圭爾夫司令勋爵士、 King's Rook 、民法博士（Doctor of Civil Law）、皇家学会会员（Fellow of Royal Society）
在探索西北航线时遇难，
由塔斯马尼亚殖民缅怀，
用以纪念他们的前任总督；
BORN IN APRIL 1786.
DIED IN JUNE 1847
翻譯：     
生于1786年4月，卒于1847年6月
NOT HERE: THE WHITE NORTH HAS THY BONES; AND THOU,
HEROIC SAILOR-SOUL,
ART PASSING ON THINE HAPPIER VOYAGE NOW
TOWARD NO EARTHLY POLE.
翻譯：     
衣冠冢
茫茫冰洋路，
路有英魂骨。
明知苦寒凌，
仍乐北极途。
- 約翰·泰靈頓（John Shaw Torrington）（1825年~1846年1月1日） （页面存档备份，存于）
- 約翰·哈特內爾（John Hartnell）（1820年~1846年1月4日） （页面存档备份，存于）
- 威廉·布萊因（William Braine）（1814年~1846年4月3日） （页面存档备份，存于）

## 改編作品
- 極地惡靈

## 外部連結
- 富兰克林的悲剧 （页面存档备份，存于）